# Peter Richter de Rangenier
Peter Richter de Rangenier, auch Peter Richter (* 25. März 1930 in Prag; † 9. August 2021 in Waidhofen an der Ybbs), war ein österreichischer Komponist, Dirigent und Hochschullehrer.

## Leben
Nach dem Gymnasiumsbesuch in Lübeck arbeitete Richter de Rangenier zunächst als freiberuflicher Komponist und gründete das Lübecker Kammerorchester. Alsdann studierte er an den Musikhochschulen in Detmold, Hamburg sowie am Mozarteum Komposition, Dirigieren, Klavier, Horn und Orgel.
Als Kapellmeister wirkte er 1954 in Hagen, 1957 in Wuppertal und war Gründer sowie Chefdirigent des Siegerland-Orchesters. 1960 bis 1965 sowie 1974 bis 1976 war er Musikalischer Leiter des Theaters des Westens in Berlin. 1967 bis 1973 arbeitete Richter de Rangenier im bayerischen Hof als Generalmusikdirektor (Hofer Symphoniker und Theater Hof). 1977 ging er nach Südamerika. Bis 1981 bildete er als Professor an der Universität Santiago de Chile Dirigenten aus und wirkte von 1979 bis 1981 dort auch als Dirigent.
1981 kehrte er nach Europa zurück und lehrte an der Universität für Musik und darstellende Kunst Wien. Konzertreisen führten Richter de Rangenier in die Schweiz (Musikfestwochen Luzern) und nach Deutschland. 1989 wirkte er als Gastdirigent bei den Wiener Symphonikern.
Peter Richter de Rangenier lebte in Waidhofen an der Ybbs.

## Werk (Auswahl)
- 1967: Sinfonietta
- 1974: Die Raben von Holland. Oper nach Maurice Maeterlinck
- 1982: Und Pippa tanzt! Oper nach Gerhart Hauptmann

Des Weiteren: Sinfonien, Streichquartette, diverse Stücke für verschiedene Soloinstrumente, Chorwerke und Lieder

## Ehrungen und Preise
- 1960: Kunstpreis des Landes Nordrhein-Westfalen
- 1961: Förderpreis der Hansestadt Lübeck
- 1980: Ehrenmitglied der Philharmonie Santiago de Chile (Orquesta Filarmónica de Santiago)
- 1982: Förderungspreis der Theodor-Körner-Stiftung